# Echter Halbtrockenrasen
Der echte Halbtrockenrasen ist eine Kartiereinheit im Rahmen des Schweizer Naturschutzprojekts „Trockenwiesen und -weiden von nationaler Bedeutung“, abgekürzt TWW.
Pflanzengesellschaften der Halbtrockenrasen (pflanzensoziologisch der Verband Mesobromion) wurden 1938 erstmals von Braun-Blanquet und Moor als eigenständiger Verband zwischen den Fettwiesen und den echten Trockenrasen beschrieben, sie sind eine Variante der Kalkmagerrasen. Es handelt sich dabei um durch Beweidung oder Mahd meist gehölzfreie, artenreiche Wiesen auf nährstoffarmen Böden. Charakterarten sind Saat-Esparsette (Onobrychis viciifolia), Stängellose Kratzdistel (Cirsium acaule), Knolliger Hahnenfuß (Ranunculus bulbosus), Kriechende Hauhechel (Ononis repens), Kleines Knabenkraut (Orchis morio) und andere Orchideen. Im Allgemeinen werden innerhalb des Verbandes die Wiesen (Onobrychido-Brometum, Mesobrometum) und Weiden (Carlino-Brometum, Gentiano-Koelerietum) unterschieden.
Die Kartiereinheit echter Halbtrockenrasen ist im Rahmen der Kartieranleitung zur feineren Abstufung im Übergang von trockenen, mageren zu nährstoffreichen Vegetationstypen etwas enger gefasst als das Mesobromion in mancher Literatur und hat höchstens noch eine sehr schwache Präsenz von Fettwiesenarten. Häufig dominieren Gräser wie die Aufrechte Trespe (Bromus erectus) oder die Fieder-Zwenke (Brachypodium pinnatum), deren Halme weit über die eher niederwüchsige Vegetationsschicht hinausragen. Meist sind die Bestände krautreich und bunt. Dieser Wiesentyp ist in der Schweiz generell verbreitet, ist aber im Mittelland und den Nordalpen bereits sehr selten. Im Flachland werden Halbtrockenrasen durch die intensivierte Landwirtschaft oft verdrängt.
Die folgende Artenliste (Einheit 7.3.3, Vegetationsgruppe „MB“, Artengruppe „MB1“ in der Kartieranleitung von Eggenberg et al.) umfasst die in der Schweiz typischen Arten des echten Halbtrockenrasens
- Echter Wundklee (Anthyllis vulneraria)
- Fieder-Zwenke (Brachypodium pinnatum)
- Aufrechte Trespe (Bromus erectus)
- Knäuel-Glockenblume (Campanula glomerata)
- Frühlings-Segge (Carex caryophyllea)
- Berg-Segge (Carex montana)
- Silberdistel (Carlina acaulis)
- Stängellose Kratzdistel (Cirsium acaule)
- Wilde Möhre (Daucus carota)
- Kartäuser-Nelke (Dianthus carthusianorum s. l.)
- Warzen-Wolfsmilch (Euphorbia verrucosa)
- Echter Schaf-Schwingel (Festuca ovina)
- Echtes Labkraut (Galium verum)
- Gelbes Sonnenröschen (Helianthemum nummularium)
- Kleines Habichtskraut (Hieracium pilosella)
- Gewöhnlicher Hufeisenklee (Hippocrepis comosa)
- Pyramiden-Kammschmiele (Koeleria pyramidata)
- Saat-Esparsette (Onobrychis viciifolia)
- Kriechende Hauhechel (Ononis repens)
- Dornige Hauhechel (Ononis spinosa)
- Kleine Bibernelle (Pimpinella saxifraga)
- Mittlerer Wegerich (Plantago media)
- Frühlings-Fingerkraut (Potentilla neumanniana)
- Echte Schlüsselblume (Primula veris)
- Knolliger Hahnenfuß (Ranunculus bulbosus)
- Wiesen-Salbei (Salvia pratensis)
- Kleiner Wiesenknopf (Sanguisorba minor)
- Tauben-Skabiose (Scabiosa columbaria)
- Wilder Thymian (Thymus serpyllum aggr.)
- Berg-Klee (Trifolium montanum)

Nur wenn die Aufrechte Trespe (Bromus erectus) mindestens 5 % der Fläche deckt kommen die Arten der Artengruppe „MB2“ hinzu:
- Gemeines Zittergras (Briza media)
- Skabiosen-Flockenblume (Centaurea scabiosa)
- Zypressen-Wolfsmilch (Euphorbia cyparissias)
- Flaumiger Wiesenhafer (Helictotrichon pubescens)
- Margerite (Leucanthemum vulgare)
- Nickendes Leimkraut (Silene nutans)